# 林致平
林致平（1909年7月7日—1993年2月22日），江蘇無錫人。1931年畢業於交通大學土木工程學系；1937年獲英國倫敦大學航空工程博士學位。先後任國民政府中央航空機械學校高級教官及高級班主任、四川大學航空系主任；中央航空研究院結構組長；1949年去台。1958年當選中央研究院院士。
1961年，林致平成為中興大學首任校長；1963年，轉任中央研究院數學研究所所長。1961年於中興大學首創台灣第一個應用數學系。1964年受聘任美國維吉尼亞理工學院數學系教授赴美。林校長育有二子，均獲博士學位。中興大學於校內資訊科學大樓設有「致平廳」紀念他。